# Падерна
Падерна (итал. Paderna) је насеље у Италији у округу Алесандрија, региону Пијемонт.
Према процени из 2011. у насељу је живело 228 становника. Насеље се налази на надморској висини од 267 м.

## Становништво
| 1931. | 1936. | 1951. | 1961. | 1971. | 1981. | 1991. | 2001. | 2011. |
| ----- | ----- | ----- | ----- | ----- | ----- | ----- | ----- | ----- |
| 569   | 559   | 473   | 408   | 354   | 298   | 267   | 243   | 231   |